# Mario Marocco
Mario Dino Marocco (Grado, 19 aprile 1927) è un politico italiano.

## Biografia
Nel 1968 viene eletto per la prima volta deputato con la Democrazia Cristiana, confermando il proprio seggio - nella Circoscrizione Udine-Belluno-Gorizia-Pordenone - per un totale di tre legislature consecutive. Conclude la propria esperienza parlamentare nel 1979.
Successivamente per la DC è sindaco di Grado, di tale cittadina rimane poi consigliere comunale fino al 1994.
Ha lavorato per l'Istituto Nazionale per il Commercio con l'Estero.